# Jocelyn Périllat
Jocelyn Périllat (3 maggio 1955) è un'ex sciatrice alpina francese.

## Biografia
Sciatrice polivalente originaria di Le Grand-Bornand, in Coppa del Mondo Jocelyn Périllat esordì il 12 dicembre 1969 a Val-d'Isère in slalom speciale, senza completare la prova, ottenne il primo piazzamento il 6 gennaio 1970 a Grindelwald nella medesima specialità (40ª), il primo risultato tra le prime dieci il 12 dicembre dello stesso anno a Bardonecchia in discesa libera (10ª) e due podi, a Oberstaufen l'8 e il 9 gennaio 1971: 3ª nello slalom gigante dell'8, dietro a Michèle Jacot e a Britt Lafforgue, e ancora 3ª nello slalom speciale del giorno seguente, vinto nuovamente da Michèle Jacot davanti a Gertrud Gabl. Nel massimo circuito internazionale ottenne gli ultimi punti il 4 gennaio 1972 a Oberstaufen in slalom speciale (6ª), l'ultimo piazzamento il 12 gennaio seguente a Badgastein in discesa libera (22ª) e prese per l'ultima volta il via il 19 gennaio dello stesso anno a Grindelwald in slalom speciale, senza completare la prova; non prese parte a rassegne olimpiche o iridate.

## Palmarès

### Coppa del Mondo
- Miglior piazzamento in classifica generale: 16ª nel 1971
- 2 podi:
  - 2 terzi posti